# 口名田村
口名田村（くちなたむら）は福井県遠敷郡にあった村。現在の小浜市の南西部、南川中流域にあたる。

## 地理
- 山岳 ： 多田ヶ岳、飯盛山
- 河川 ： 南川

## 歴史
- 1889年（明治22年）4月1日 - 町村制の施行により、相生村、中井村、口田縄村、奥田縄村、須縄村及び谷田部村の区域をもって、口名田村が発足する。
- 1951年（昭和26年）3月30日 - 小浜町、内外海村、松永村、国富村、遠敷村、今富村、口名田村及び中名田村が合併して、小浜市が発足する。

## 交通

### 道路
- 国道162号